# Ihar Lapxin
Ihar Lapxin   (Vítsiebsk, 8 d'agost de 1963) és un atleta belarús, ja retirat, especialista en triple salt, que va competir durant les dècades de 1980 i 1990.
El 1988 va prendre part en els Jocs Olímpics d'Estiu de Seül, on guanyà la medalla de plata en la prova del triple salt del programa d'atletisme.
En el seu palmarès també destaquen una medalla d'or al Campionat del Món en pista coberta de 1991, una de bronze al Campionat d'Europa de 1990, una d'or al Campionat d'Europa en pista coberta de 1990 i una altra medalla d'or a les Universíades de 1989.

## Millors marques
- Triple salt. 17,69m (1988)[2]